# Sharleen Spiteri
Sharleen Eugene Spiteri (Glasgow, 7 de Novembro de 1967) é a líder da banda escocesa Texas. 
Em 2010 lançou o segundo álbum a solo The Movie Songbook.

## Biografia
Sharleen nasceu na Escócia, filha de pai maltês e mãe alemã-irlandesa. Atingiu o sucesso musical com os Texas logo com o primeiro single, em 1989, "I Don't Want a Lover".
Antes de seguir a carreira musical foi cabeleireira
, formando depois com Johnny McElhone  os Texas (nome inspirado no filme de Wim Wenders, Paris,Texas). 
No dia 2 de Setembro de 2002, nasce a sua filha, Misty Kid, fruto da sua relação com o editor da revista Arena, Ashley Heath, de quem se separa em 2004.
Em 2008, Sharleen lança o primeiro álbum a solo da sua carreira, Melody, tendo como single de avanço "All The Times I Cried".
The Movie Songbook, o seu segundo álbum a solo, surge em 2010, um álbum em que Spiteri dá uma nova roupagem às suas canções favoritas de filmes. No mesmo ano participa como jurada no programa Must Be The Music, da Sky1.

### Actualidade
No Verão de 2011, Sharleen reúne-se com os Texas para uma digressão pela Europa, apresentando um novo tema, "The Conversation", que integra o novo álbum da banda do mesmo nome, lançado em Maio de 2013.
Em Setembro de 2011, Spiteri inicia as gravações do filme Between Weathers, realizado por Jim Brown, gravações que decorrem nas ilhas Shetland, na Escócia.

## Discografia a solo

### Álbuns
- 2008- Melody
- 2010- The Movie Songbook

### Singles
Melody
- "All The Times I Cried"
- "Stop, I Don't Love You Anymore"
- "Don't Keep Me Waiting" (Suíça)
- "It Was You"

The Movie Songbook
- "Xanadu"

### Com outras bandas
- I will be Waiting, Gun, álbum Taking on the world, A&M, 1988
- Long Road e Higher Ground, Gun, álbum Gallus, A&M, 1992
- Bad Time, Jayhawks, 1996
- Born Yesterday, Kevin McDermott Orchestra, 1999
- "Stirb Nicht Vor Mir (Don't Die Before I do), Rammstein, álbum Rosenrot, 2005